# Svensk Egenvård
Svensk Egenvård är en branschorganisation för företag som levererar växtbaserade läkemedel, naturläkemedel, kosttillskott, hälsolivsmedel och naturliga hudvårdsprodukter (naturkosmetik). 75 procent av de svenska företagen i denna bransch är medlemmar och förbinder sig därmed att uppfylla branschens krav och riktlinjer.

## Historik
Svensk Egenvård bildades 1973 under namnet Hälsobranschens Leverantörförening och hade vid tidpunkten 48 medlemmar. Föreningen har genom åren haft olika namn, varav det senaste innan Svensk Egenvård, Hälsokostrådet, hänger kvar i viss bemärkelse. Föreningen hade tidigare även utbildningsverksamhet och auktorisering av hälsofackhandlare (numera överflyttat till Hälsofackhandlarnas riksförbund) och tidningen Prosana (numera överflyttat till Jochnickstiftelsen)

### Fotnoter
1. ↑  svenskegenvard.se – Om Svensk Egenvård Arkiverad 16 november 2010 hämtat från the Wayback Machine.